# تحصیل گجرخان
تحصیل گجرخان (به انگلیسی: Gujar Khan Tehsil) یک تحصیل در پاکستان است که در پنجاب واقع شده‌است. تحصیل گوجرخان ۶۷۸٬۵۰۳ نفر جمعیت دارد.